# Frollatura

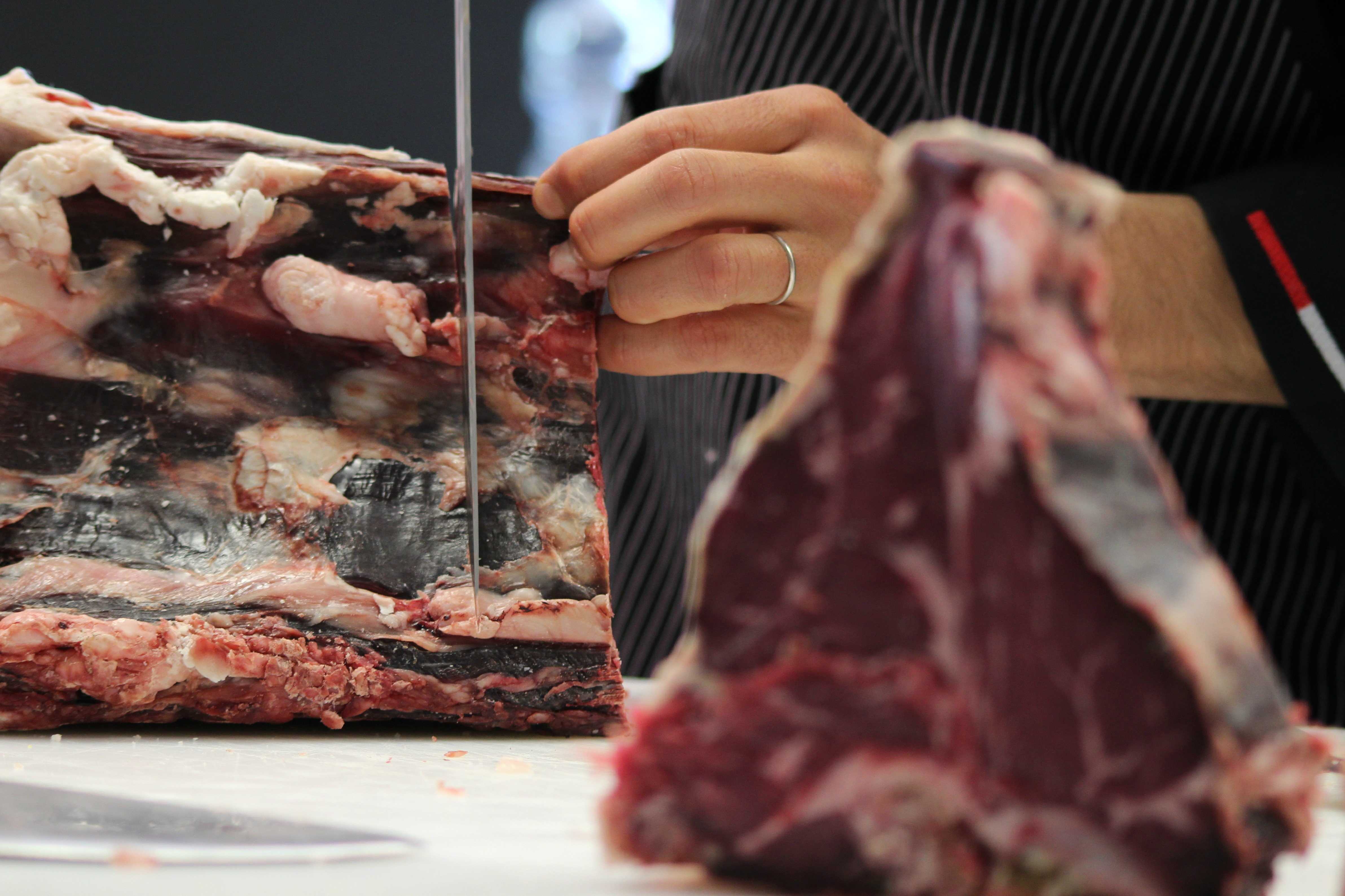
Carne frollata.

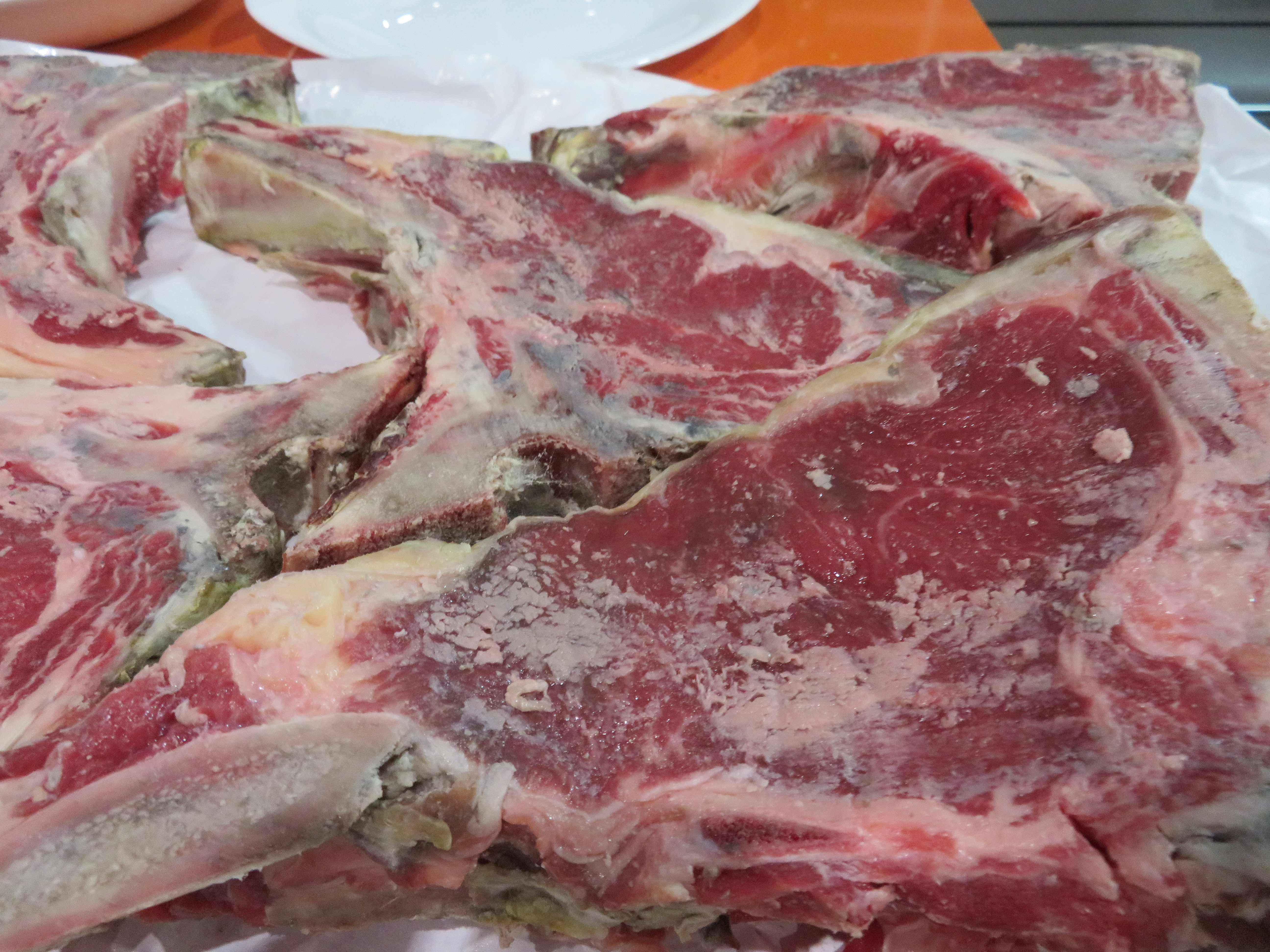
Carne frollata.

La frollatura è il procedimento di invecchiamento della carne dopo la macellazione, finalizzato a renderla più morbida e gradevole al palato.

## Frollatura sottovuoto
La frollatura sottovuoto (wet aging in inglese) è una tecnica che si ottiene inserendo un pezzo di carne in una busta e sottoponendola al vuoto (confezionamento sottovuoto) cioè in assenza di ossigeno, ma con la propria umidità. La tecnica viene utilizzata soprattutto per non perdere peso, ma non avvengono alcuni processi di maturazione, riconoscibili nella concentrazione del sapore aromatico e originato dalla proteolisi e lipolisi. Di conseguenza tale frollatura ha una durata (conservazione) definita nel tempo, che di solito non supera i 30 giorni. Questo è il processo di conservazione più utilizzato negli Stati Uniti e nel Regno Unito.
È utilizzato soprattutto dalle grandi industrie, dai grossisti e dai rivenditori, perché richiede meno tempo: in genere solo un giorno di lavorazione, e non c'è perdita di peso della materia prima, quindi viene privilegiato il peso a discapito di gusto e tempo di conservazione. La carne bovina è di solito conservata per un periodo che va da 2 a 4 giorni, dopo l’apertura della busta utilizzata per la frollatura sottovuoto. L'imballaggio in atmosfera modificata (MAP) è di solito utilizzato per l'imballaggio a vuoto di carne con una quantità di ossigeno tipicamente compresa tra il 60% e l'80%, per mantenere il suo colore rosso/rosa, con carni rosse come carni bovine che necessitano di un livello di ossigeno più elevato rispetto a carni meno vivaci come il maiale. Il manzo imballato sotto vuoto viene conservato sotto una temperatura compresa tra 32 °F e 45 °F (da 0 °C a 7,2 °C).

## Frollatura a secco
La frollatura della carne a secco (dry aging in inglese) avviene alla temperatura tra -0,5 e +3 °C in appositi stagionatori con un'umidità relativa al massimo del 85%, un flusso d’aria tra 0,2 e 0,5 m/s per una durata massima di 35 giorni.
Il processo fa assumere alla carne un colore esterno molto scuro e ne riduce il peso rispetto al suo stato iniziale per via della disidratazione per il fatto che interviene direttamente sulla struttura della carne, in due modi:
1. in primo luogo, l'umidità evapora dal muscolo: il processo di essiccazione che ne risulta crea una maggiore concentrazione del sapore e del gusto delle carni bovine;
2. in secondo luogo, l'azione degli enzimi naturali della carne bovina abbatte il tessuto connettivo nel muscolo, da cui derivano bistecche più tenere.